# Јудокус де Вос
Јудокус де Вос (хол. Judocus de Vos; 1661 — 1734) је био фламански ткач. Произвео је велики број таписерија великог формата на којима су углавном приказиване сцене из Рата за шпанско наслеђе.